# Strotarchus minor
Strotarchus minor är en spindelart som beskrevs av Banks 1909. Strotarchus minor ingår i släktet Strotarchus och familjen sporrspindlar.
Artens utbredningsområde är Costa Rica. Inga underarter finns listade i Catalogue of Life.